# Наз, Джордж
Джордж Наз (урду جارج ناز ‎) — пакистанский христианин, обвиненный властями Пакистана в «богохульстве» за то, что публично осудил антихристианский погром в городе Джелам в марте 2013 года.

## Биография
Джордж Наз родился 21 февраля 1965 года. Работал чиновником в районной администрации, был лидером местной христианской общины. Открыто выступил против гонений на пакистанских христиан, начавшихся после принятого весной 2013 года закона «о богохульстве». Во время акции протеста  Наз вывесил плакат, на котором было написано, что принятый закон угрожает пакистанским христианам. Акция вызвала широкий общественный резонанс и 21 марта 2013 года донос на него был принят в одном из полицейских участков Джелама.
Различные исламистские группировки угрожали ему расправой и потребовали от властей немедленно арестовать активиста. Из-за постоянных угроз и преследования со стороны властей Наз был вынужден бежать из города и запросил политическое убежище в странах Юго-Восточной Азии.